# Jean-Pierre Laffon
Pour les articles homonymes, voir Laffon.
Jean-Pierre Laffon (17 janvier 1787 - 2 mars 1865) est un architecte toulousain représentatif du style néoclassique. Ses deux réalisations les plus connues sont l'ancienne école vétérinaire et le palais de justice de Toulouse.

## Biographie

### Enfance
Jean-Pierre Laffon nait le 17 janvier 1787 à Toulouse, en France. Son père est architecte. Il est admis à l’École des beaux-arts le 5 août 1811 et en sort en 1816. Il est l’élève de Charles Percier et Jacques Cellerier, chez qui il travaille sur le projet du théâtre du Capitole de Toulouse.

### Travaux architecturaux

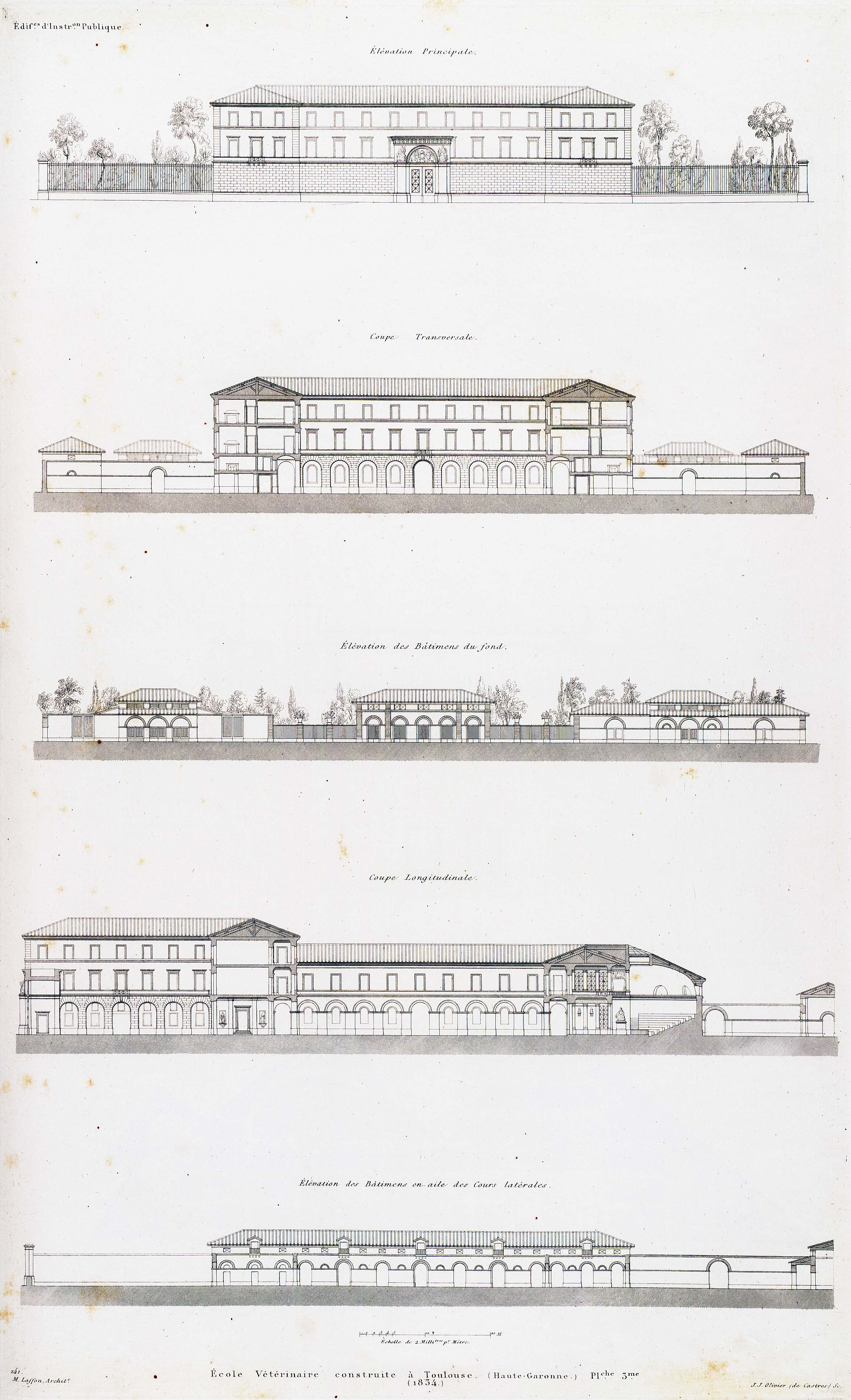
Plans de l'ancienne école vétérinaire de Toulouse

En 1816, Jean-Pierre Laffon devient architecte à Toulouse. Il dirige les travaux du Capitole. En 1820, il devient architecte départemental de Haute-Garonne, jusqu’en 1848. Il travaille également sur le palais épiscopal entre 1825 et 1848. Entre 1824 et 1833, il travaille sur la cour d’appel de Toulouse. Il restructure l’ancien palais et construit les façades de la cour d’honneur et des cours arrières. Il aménage la cour d’assises et en 1845, construit le tribunal de première instance. La cour d’assises sera par la suite reconstruite par Jean-Jacques Esquié.

### Château de Villeneuve
Le château de Villeneuve à Villeneuve-lès-Bouloc appartenant à la famille Laffon, Jean-Pierre Laffon y entreprit d’y ériger en 1836 une église. Toutefois, en raison de vices de construction, elle doit être démontée en 1869. C’est le neveu de Jean-Pierre Laffon, Alexandre Laffon, lui aussi architecte, qui fera les nouveaux plans et dirigera sa construction, jusqu’en 1880.

### Mort
Jean-Pierre Laffon meurt le 2 mars 1865, au 7 rue d’Astorg, à Toulouse,.

### Distinction
Chevalier de la Légion d'honneur (1843).